# Kennington (stanice metra v Londýně)
Kennington je přestupní stanice linky Northern line londýnského metra. Tato linka se zde rozvětvuje na větev Charing Cross a větev Bank. Také se zde odděluje větev do stanice Battersea Power Station, otevřená v září roku 2021. Stanice Kennington leží v obvodu Southwark, v tarifních zónách 1 a 2. Sousedí se čtyřmi stanicemi: Elephant & Castle, Waterloo, Oval a Nine Elms.
Stanice byla otevřena v prosinci 1890.
V roce 2007 zde nastoupilo a vystoupilo přes čtyři milióny cestujících.